# Cassano d'Adda
Cassano d'Adda là một đô thị ở tỉnh Milano, vùng Lombardia, Italia. Đô thị này có diện tích 18 km2, dân số là 18.603 người. Đô thị này nằm ở hữu ngạn sông Adda. Đô thị Cassano d'Adda nằm ở ranh giới giữa tỉnh Milano và tỉnh Bergamo.